# Хайдуров Віктор Олексійович
Віктор Олексійович Хайдуров (1931, місто Янгіюль, тепер Ташкентської області, Узбекистан — 5 листопада 2014, місто Москва, Російська Федерація) — радянський узбецький діяч, голова Комітету народного контролю Узбецької РСР. Депутат Верховної Ради СРСР 9—11-го скликань.

## Життєпис
У 1949—1965 роках — агроном, старший агроном у Мірзачулі Узбецької РСР; керуючий відділення, головний агроном, директор радгоспу «Баяут» Узбецької РСР.
Закінчив Ташкентський сільськогосподарський інститут.
Член КПРС з 1960 року.
У 1965—1971 роках — завідувач сільськогосподарського відділу Сирдар'їнського обласного комітету КП Узбекистану; заступник голови виконавчого комітету Сирдар'їнської обласної ради депутатів трудящих; заступник міністра радгоспів Узбецької РСР.
У 1971—1974 роках — голова виконавчого комітету Сирдар'їнської обласної ради депутатів трудящих.
У 1974 — 18 червня 1984 року — 1-й секретар Сирдар'їнського обласного комітету КП Узбекистану.
У 1984 — 6 вересня 1988 року — голова Комітету народного контролю Узбецької РСР.
З вересня 1988 року — на пенсії «за станом здоров'я».
Помер 5 листопада 2014 року в Москві.

## Нагороди
- орден Леніна (1976)
- орден Жовтневої Революції (4.03.1980)
- три ордени Трудового Червоного Прапора (27.08.1971, 1972, 1973)
- орден «Знак Пошани» (1965)
- медалі